# Flora-Statue mit Pflanzenstellage (Weimar)

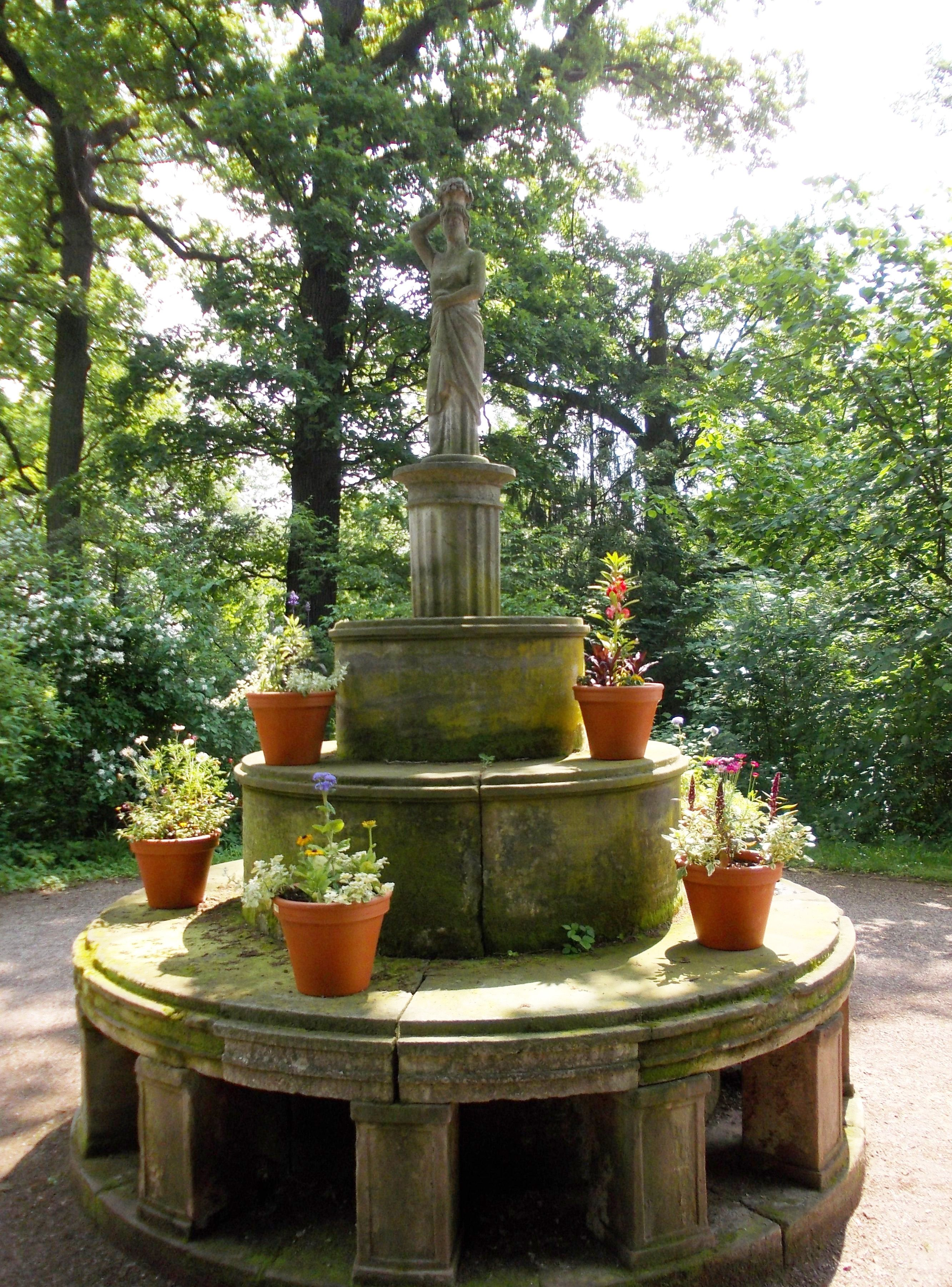
Flora-Statue mit Pflanzenstellage (2013)

Im Schlosspark von Belvedere in Weimar gibt es eine Flora-Statue mit Pflanzenstellage.
Diese etagerenartige Installation aus Tonndorfer Sandstein, auf welche im Sommer auch Blumentöpfe mit Hortensien aufgestellt werden, ist eine Art Rundbank, in deren Mitte und am höchsten Punkt die Flora aufgerichtet ist. Die Flora-Statue mit Pflanzenstellage wurde 1815 geschaffen. Die Anregung entnahm man einem zwischen 1806 und 1809 herausgegebenen Ideenmagazin, in dem genau so eine Pflanzenstellage abgebildet ist. Dieser Parkteil heißt daher auch Floraplatz. Eine weitere Steinbank ist in unmittelbarer Nähe.
Der Floraplatz mit der Stellage ist in der Liste der Kulturdenkmale in Ehringsdorf verzeichnet.